# 青礁慈济宫
24°29′17″N 117°58′05″E / 24.48806°N 117.96806°E
青礁慈济宫位于中国福建省厦门市海沧区海沧街道青礁村，距白礁慈济宫约3千米，始建于南宋绍兴年间，清代重建，部分石构为宋代遗物。青、白礁慈济宫是各地慈济宫的祖宫，祀奉保生大帝。1996年共同被列为第四批全国重点文物保护单位。
青礁慈济宫俗称“慈济东宫”，坐西朝东，中轴线上依次为门楼、中殿、后殿，共三进，两侧为魁星楼和武圣楼，占地6332平方米。

## 沿革
青礁慈濟宮的前身是龍湫庵，在吳夲逝世後，當地居民在該庵塑像供奉:20。南宋紹興廿一年（1151年）吏部尚書顏師魯以吳真人顯靈助地方抵禦盜賊有功，乃上書請為吳真人立廟:39、40。而原本眾人選在雲嶠院旁，但據說因神明顯靈表示已選定他處，最後在龍湫庵南邊建廟，稱「龍湫廟」:40、41。南宋乾道二年（1166年）宰相梁克家上奏請廟額，朝廷乃賜廟額「慈濟」，廟名因而改稱「慈濟廟」:41。淳熙十二年（1185年），承事郎顏唐臣曾發起整修:41。淳祐元年（1241年），下詔將「廟」改為「宮」，因而有「慈濟宮」之名:41。
清初施行遷界時，青礁慈濟宮受影響，成為荒墟:44。後來在康熙卅六年（1697年），青礁顏氏再發起重修:44。該次整修留下的〈吧國緣主碑記〉，留有新加坡甲必丹郭天榜、林應章等東南亞華僑之姓名，顯見當時保生大帝信仰隨著華僑也分布到東南亞一帶:44。之後在嘉慶十九年（1814年）、咸豐四年（1854年）、光緒廿二年（1896年）都有重修過:44。
1988年4月，臺中市元保宮主委賴煥樟率團謁祖:46。他們先是前往白礁慈濟宮，卻發現在該廟找不到元保宮母廟平和心田宮的蹤跡，遂來到青礁慈濟宮，找到心田宮的資料，遂向青礁慈濟宮辦認祖儀式:46。而後賴煥樟發現青礁慈濟宮廟貌殘破，遂募款發起重修，先修後殿，再修中殿、前殿與拜亭:46。1996年，屏東海埔萬壽宮管委會主委吳傳輝捐資重建龍湫庵，於該年6月完工:46。

## 傳說
根據楊志〈慈濟宮碑〉的記載，據說當時要為保生大帝吳夲立像時，雕刻師父因為不知其長像而苦惱，後來保生大帝托夢告知他長得像東村的王汝華，只是額頭更為寬廣:21。此外據說在南宋紹興年間，在青、白礁一帶有盜賊猖獗，居民只好祈求保生大帝保祐，之後官軍成功討伐盜賊，並且擊斃首領李三大將，居民認為這是保生大帝保祐讓官軍有如神助一般討賊成功，於是更加虔誠，而盜賊首領被擊殺之處，也就是青礁慈濟宮的所在地:21、22。南宋紹興廿一年（1151年），青礁出身的吏部尚書顏師魯奏請立廟，原本大家打算將廟蓋在雲嶠院旁，但有一名請來的工人叫高寧，突然像是喝醉發狂似地大喊：「此非吾所居。龍湫之陽，昔有盟焉。」然後將大家帶到龍湫庵南邊，挖出三個瓦罐且裡面還有一條青蛇，眾人於是依照神明指示在此建廟:21、22。據說過去保生大帝生前與好友黃馭山經過此處發現是風水寶地，約定日後誰先到這裡則地歸他所有，然後兩人將誓詞放入瓦罐埋入土中，以待日後相驗:21、22。
據說在南明永曆十三年（1659年），鄭成功北伐失敗，聽取何斌建議打算攻打荷蘭東印度公司取得大員時，因建造戰艦的木材不夠，於是鄭成功「借用」青礁慈濟宮第一、第二大殿的木材，待日後再重修兩座大殿:44、45。而被拆除的大殿地基仍規模宛在:45。